# Полк (округ, Флорида)
Полк (англ. Polk county) — округ штата Флорида Соединённых Штатов Америки. На 2000 год в нем проживало 483 924 человека. По оценке бюро переписи населения США в 2008 году население округа составляло 580 594 человек. Окружным центром является город Бартоу. На территории округа частично расположено озеро Киссимми — третье по площади озеро Флориды.

## История
Округ Полк стал 39 округом Флориды 8 февраля 1861 года, когда был разделён округ Хилсборо. Он был назван в честь Джеймса Нокса Полка, 11 президента США.
В 2007 году округ был награждён премией «All-America City Award» (с англ. — «Всеамериканский город») присуждаемой Национальной гражданской лигой, которую неофициально называют «Нобелевской премией за конструктивное гражданство» и которая выдается за активную гражданскую позицию жителей некорпоративных сообществ Соединённых Штатов в жизни местного самоуправления.

## Население
По данным переписи 2000 года население округа составляет 483 924 человека.  Расовый состав: белые – 79,58%; афроамериканцы – 13,54%; азиаты – 0,93%; коренные американцы – 0,38%; океанийцы – 0,04%; другие расы – 3,82%; представители двух и более рас – 1,71%.
Возрастная структура: до 18 лет: 24,4%; от 18 до 24 лет: 8,3%; от 25 до 44 лет: 26,4%; от 45 до 64 лет: 22,5%; старше 64 лет – 18,3%. Средний возраст населения – 39 лет. На каждые 100 женщин приходится 96,3 мужчин.
Динамика роста населения:
- 1940: 	86 665	чел.
- 1950: 	123 997 чел.
- 1960: 	195 139 чел.
- 1970: 	227 222 чел.
- 1980: 	321 652 чел.
- 1990: 	405 382 чел.
- 2000: 	483 924 чел.
- 2010: 	602 095 чел.
- 2020:  725 046 чел.